# جاك هينغيرت
جاك هينغيرت (بالإنجليزية: Jack Hingert) (26 سبتمبر 1990 بلندن في المملكة المتحدة - ) هو لاعب كرة قدم أسترالي في مركز الدفاع. لعب مع كريستال بالاس ونادي بريزبان رور وNorthern Fury FC ‏ ونادي بيتربورو يونايتد وDandenong Thunder FC ‏.

## روابط خارجية
- جاك هينغيرت على موقع قاعدة بيانات كرة القدم.إي يو (الإنجليزية)
- جاك هينغيرت على موقع Soccerway.com (الإنجليزية)
- جاك هينغيرت على موقع عالم كرة القدم.نت (الإنجليزية)